# Rosa 'Benjamin Britten'
'Benjamin Britten' ('AUSencart' es el nombre del obtentor registrado), es un cultivar de rosa que fue conseguido en Reino Unido en 2001 por el rosalista británico David Austin.

## Descripción
'Benjamin Britten' es una rosa moderna cultivar del grupo « English Rose Collection ».
El cultivar procede del cruce de 'Charles Austin' x planta de semillero.
Las formas arbustivas del cultivar tienen porte erguido que alcanza más de 120 cm de alto. Las hojas son de color verde oscuro semi brillante de tamaño medio, follaje coriáceo.
Sus delicadas flores de color naranja o rojo-naranja. Fuerte fragancia frutal. Flor con 41 pétalos. El diámetro medio de 2,25". Rosa mediana, muy completa (41 + pétalos), en pequeños grupos, en forma de copa, forma de floración roseta.
Florece de una forma prolífica, floración en oleadas a lo largo de la temporada.

## Origen
El cultivar fue desarrollado en Reino Unido por el prolífico rosalista británico David Austin en 2001. 'Benjamin Britten' es una rosa híbrida con ascendentes parentales de cruce de 'Charles Austin' x planta de semillero.
El obtentor fue registrado bajo el nombre cultivar de 'AUSencart' por David Austin en 2001 y se le dio el nombre comercial de exhibición 'Benjamin Britten'™.
También se le reconoce por el sinónimo de 'AUSencart'.
- La rosa fue creada antes de 2001 e introducida en el Reino Unido por David Austin Roses Limited (UK) en 2001 como 'Benjamin Britten'.[1]
- La rosa 'Benjamin Britten' fue introducida en Australia con la patente "Australia - Application No: 2002/076  on  2002".[1]

## Premios y galardones
- Australian Certificate of Merit 2005.

## Cultivo
Aunque las plantas están generalmente libres de enfermedades, es posible que sufran de punto negro en climas más húmedos o en situaciones donde la circulación de aire es limitada. Se desarrollan mejor a pleno sol. En América del Norte son capaces de ser cultivadas en USDA Hardiness Zones 5b a 10b. La resistencia y la popularidad de la variedad han visto generalizado su uso en cultivos en todo el mundo.
Puede ser utilizado para las flores cortadas, jardín o portador guía. Vigorosa. En la poda de Primavera es conveniente retirar las cañas viejas y madera muerta o enferma y recortar cañas que se cruzan. En climas más cálidos, recortar las cañas que quedan en alrededor de un tercio. En las zonas más frías, probablemente hay que podar un poco más que eso. Requiere protección contra la congelación de las heladas invernales.